# Mascaraque
Mascaraque és un municipi de la província de Toledo a la comunitat autònoma de Castella-La Manxa. Limita amb La Guardia al nord, Villamuelas al nord-est, Mora al sud i sud-est, Orgaz al sud-oest i Villaminaya i Almonacid de Toledo a l'oest,

## Administració
| Període      | Nom de l'alcalde/-essa     | Partit polític | Data de possessió |
| ------------ | -------------------------- | -------------- | ----------------- |
| 1979 - 1983  | Daniel González Díaz       | UCD            | 19/04/1979        |
| 1983 - 1987  | Martín García Díaz         | PSOE           | 28/05/1983        |
| 1987 - 1991  | Jose Antonio Vega Escalona | Independent    | 30/06/1987        |
| 1991 - 1995  | Jose Antonio Vega Escalona | PSOE           | 15/06/1991        |
| 1995 - 1999  | Emilio Moreno Álvarez      | IU             | 17/06/1995        |
| 1999 - 2003  | Enrique Ovilo Muñoz        | PSOE           | 03/07/1999        |
| 2003 - 2007  | María Pilar Enguita Parra  | PSOE           | 14/06/2003        |
| 2007 - 2011  | Vicenta Agustín Sánchez    | PSOE           | 16/06/2007        |
| 2011 - 2015  | n/d                        | n/d            | 11/06/2011        |
| 2015 - 2019  | n/d                        | n/d            | 13/06/2015        |
| 2019 - 2023  | n/d                        | n/d            | 15/06/2019        |
| Des del 2023 | n/d                        | n/d            | 17/06/2023        |